# Voise
Voise é uma comuna francesa na região administrativa do Centro, no departamento Eure-et-Loir. Estende-se por uma área de 10,5 km². Em 2010 a comuna tinha 282 habitantes (densidade: 26,9 hab./km²).